# Son Lluc
Son Lluc és una possessió de Santa Maria del Camí, en el límit amb el terme d'Alaró, amb les cases molt a prop de l'antic Camí d'Alaró a Ciutat. Confronta amb Son Verdera, Can Gener, Son Pinet i Ca la Cova. Semble ser un establit antic de Son Verdera, dedicat al conreu de l'olivar i, de manera més marginal al dels cereals i bestiar oví.